# Campeonato Europeo de Triatlón de 1988
El IV Campeonato Europeo de Triatlón se celebró en Venecia (Italia) el 20 de junio de 1988 bajo la organización de la Unión Europea de Triatlón (ETU) y la Federación Italiana de Triatlón.

## Resultados
| Evento    | Oro                                   | Plata                                | Bronce                            |
| --------- | ------------------------------------- | ------------------------------------ | --------------------------------- |
| Masculino | Robert Barel · Países Bajos · 1:50:23 | Didier Volckaert · Bélgica · 1:51:01 | Jochen Basting RFA 1:51:09        |
| Femenino  | Sarah Springman Reino Unido 2:04:53   | Dolorita Gerber · Suiza · 2:05:12    | Pernille Svarre Dinamarca 2:07:17 |

## Medallero
| Núm. | País         | Oro | Plata | Bronce | Total |
| ---- | ------------ | --- | ----- | ------ | ----- |
| 1    | Países Bajos | 1   | 0     | 0      | 1     |
| 1    | Reino Unido  | 1   | 0     | 0      | 1     |
| 3    | Bélgica      | 0   | 1     | 0      | 1     |
| 3    | Suiza        | 0   | 1     | 0      | 1     |
| 5    | Dinamarca    | 0   | 0     | 1      | 1     |
| 5    | RFA          | 0   | 0     | 1      | 1     |
|      | TOTAL        | 2   | 2     | 2      | 6     |